# Ante Budimir
Ante Budimir (ur. 22 lipca 1991 w Zenicy) – chorwacki piłkarz występujący na pozycji napastnika w hiszpańskim klubie CA Osasuna oraz w reprezentacji Chorwacji.
Uczestnik Mistrzostw Świata w 2022 oraz Mistrzostw Europy w 2020 roku.

## Kariera
W swojej karierze grał także w takich zespołach jak Inter Zaprešić, Lokomotiva, FC St. Pauli oraz Crotone. Były reprezentant Chorwacji do lat 21.